# Yecorato
Yecorato är en ort i Mexiko.   Den ligger i kommunen Choix och delstaten Sinaloa, i den västra delen av landet, 1 200 km nordväst om huvudstaden Mexico City. Yecorato ligger 396 meter över havet och antalet invånare är 265.
Terrängen runt Yecorato är huvudsakligen kuperad. Yecorato ligger nere i en dal. Runt Yecorato är det mycket glesbefolkat, med 7 invånare per kvadratkilometer. Närmaste större samhälle är Agua Caliente Grande, 17,6 km nordväst om Yecorato. I omgivningarna runt Yecorato växer huvudsakligen savannskog.